# Most Nuselski
Most Nuselski (cz. Nuselský most) (dawniej 1975–1989 Most Klementa Gottwalda) – strunobetonowy most w Pradze. Rozciąga się nad Doliną Nuselską i łączy Pankrác i południowe dzielnice Pragi z centrum miasta. Po szczycie mostu jest poprowadzona sześciopasmowa droga. Most został ukończony w 1973 roku. Pod mostem znajduje się stacja metra Vyšehrad i tory metra w betonowej rurze. Most jest częścią trasy Północ-Południe. Większa część mostu należy do dzielnicy Praga 2, część na południe od linii kolejowej do dzielnicy Praga 4.

## Samobójstwa
Most bywa nazywany Mostem samobójców, gdyż w wyniku skoku z niego zginęło od 200 do 300 osób. Upamiętnia ich pomnik „Z własnej woli” w parku Folimanka – skręcona latarnia uliczna oświetlająca filar mostu.  Autorem pomnika jest Krištof Kintera. W roku 1990 wybudowano wzdłuż chodników wysokie ogrodzenia.